# Schröders wunderbare Welt
Schröders wunderbare Welt ist ein Spielfilm von Michael Schorr aus dem Jahr 2006. Die Satire erzählt die Geschichte von Frank Schröder, der in seinem Heimatort im sächsischen Dreiländereck zu Polen und Tschechien das Tropenparadies „Lagunenzauber“ bauen möchte. Dafür möchte er den russisch-amerikanischen Investor John Gregory (Jürgen Prochnow) gewinnen.
Ähnlich wie Teutschenthal in Schultze gets the blues zeigt der Film ein Porträt des wirtschaftlichen Niederganges dieser Region um Zittau.
Der Vergnügungspark Tropical Islands in Brandenburg, welcher nach der Pleite der Cargolifter AG in einer Luftschiffhalle errichtet wurde, diente als eine der Kulissen des Films.

## Kritiken
„Witzig-bissige Satire vor dem Hintergrund der deutschen Wiedervereinigung und der wirtschaftlichen Versprechungen für die neuen Länder, die sich nur für wenige Investoren und Geschäftemacher bezahlt gemacht haben.“